# Panzerzug Lis-Kula
Der Panzerzug Lis-Kula (frühere Bezeichnung: Pepetrójka, Lwowianin oder auch Podpułkownik Lis-Kula) war ein improvisierter polnischer Panzerzug aus der Zeit des Polnisch-Ukrainischen Krieges von 1918 bis 1919 und wurde noch im Polnisch-Sowjetischen Krieg eingesetzt.

## Geschichte

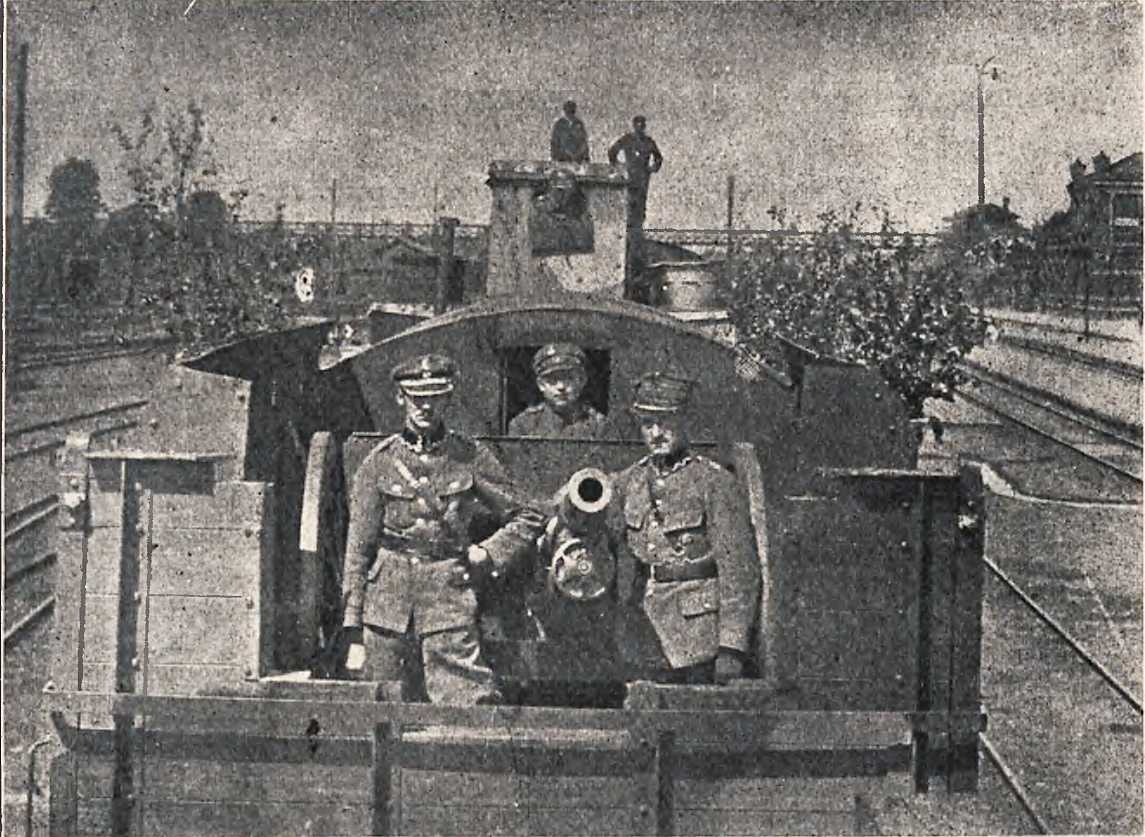
Kommandant des Panzerzuges Hauptmann Felicjan Madeyski-Poraj und Kommandant der Artillerie Leutnant Zdzislaw Stypal, Minsk 1920

Am 26. November 1918 wurde unter der Leitung von Leutnant Bolesław Nieniewski der dritte Panzerzug zusammengestellt. Dieser wurde P.P. 3 Pepetrójka genannt und wurde kurze Zeit später in Lwowianin (deutsch: Lemberger) umbenannt. Am 5. April 1919 wurde der Panzerzug vom Militärminister zu Ehren und Gedenken des gefallenen Leutnant Leopold Lis-Kula erneut umbenannt in Podpułkownik Lis-Kula (deutsch: Oberstleutnant Lis-Kula) oder nur kurz Lis-Kula. Diese Umbenennung wurde von der Besatzung am 30. April 1919 umgesetzt.

## Technische Daten
Der Bau des Panzerzuges fand unter Leitung von Major Marianski statt. Als Lokomotive wurde zuerst eine Dampflokomotive vom Typ kkStB 73 (Lokomotivnummer: 73.26) der Wiener Neustädter Lokomotivfabrik (Werksnummer WrN 3007/1885) verwendet, die nach dem Ende des Ersten Weltkrieges an das polnische Verkehrsministerium abgegeben wurde. Nachdem die PKP das Schienennetz übernommen hatte, erhielt die Lokomotive die Betriebsnummer Tp15-13.
Ab April 1919, mit der Umbenennung des Panzerzuges, wurde eine neue Lokomotive verwendet. Dies war eine Dampflokomotive vom Typ kkStB 180 (Lokomotivnummer: 180.553), die ebenfalls von der Wiener Neustädter Lokomotivfabrik unter der Werksnummer WrN 4929/1909 hergestellt und auch nach dem Ende des Ersten Weltkrieges an das polnische Verkehrsministerium abgegeben wurde. Nachdem die PKP das Schienennetz übernommen hatte, erhielt die Lokomotive die Betriebsnummer Tw11-8. Der Tender hatte die Nummer 76.702. Ab 1920 wurden die Lokomotive und der Tender gepanzert.
Ab April 1919 wurde dem Panzerzug Lis-Kula ein Artilleriewagen (Gd 17372) zugeteilt. Dieser war ein zweiachsiger, ehemaliger Güterwagen aus Holz und wurde mit Beton ummantelt. Als Bewaffnung erhielt der Wagen eine 8-cm-Kanone. Ebenfalls im April kam ein zweiter Artilleriewagen (Gd 26657) hinzu. Auch dieser war ein ehemaliger Güterwagen aus Holz und wurde mit Beton gepanzert und mit einer 8-cm-Kanone ausgerüstet. Neben den beiden Artilleriewagen verfügte der Panzerzug über provisorische, mit Blech und Sandsäcken gepanzerte Wagen. Um die Kampfkraft und Verteidigung zu erhöhen, waren acht, später 16 Maschinengewehre über die einzelnen Wagen verteilt.
Da der Zug nur begrenzte Mittel an Versorgungsgütern hatte, gab es zusätzlich noch für den Panzerzug einen eigenen Versorgungszug.

## Einsatz
Während des Polnisch-Ukrainischen Krieges wurde der Panzerzug bei der Verteidigung von Lemberg (1. November 1918 bis 22. Mai 1919) eingesetzt. Hierbei wurde er zum Teil für den Angriff, aber auch zur Verteidigung eingesetzt.
Auch während des Polnisch-Sowjetischen Krieges leistete der Panzerzug wichtige Dienste.
Am 12. April 1921 fuhr der Panzerzug seine letzte Fahrt nach Krakau und wurde beim 1. Eisenbahnbrückenbataillon als Panzerzug ausgemustert.

## Zugpersonal
- Zugführer: Leutnant Zbigniew Orzechowski
- Stellvertretender Zugführer: Leutnant Antoni Dawidowicz
- Kommandeur der Maschinengewehreinheit: Leutnant Felicjan Madeyski-Poraj (ab 8. August 1919 Zugführer)
- Kommandeur der Sturmabteilung: Leutnant Maksymilian Wudkiewicz[2]
- Kommandeur des Sturmtrupps: Leutnant Lasota
- Kommandeur der Infanterieabteilung: Oberstleutnant Artur Bêlohlávek
- Kommandeur des Pionierzuges und stellvertretender Sanitäter: Leutnant Branko de Gróo
- Kommandeur des Funkzuges: Leutnant Branko de Gróo
- Artillerieoffizier: Leutnant Mieczysław Rudnicki
- 1. Zugoffizier und Artilleriekommandant: Leutnant Władysław de Filippi[3]
- Artilleriekommandeur: Leutnant Zdzisław Stypal (ab Dezember 1920)
- Verpflegungsoffizier: Leutnant Marian Kempner
- Arzt: Leutnant Leszek Jakliński

## Besonderheit
Eine Besonderheit des Panzerzuges Lis-Kula war eine Soldatenbibliothek. In einem der Wagen fanden Vorlesungen statt und die Soldaten bildeten sich gegenseitig aus. Am 7. Juni 1919 wurde diese bei einem Zwischenstopp in Warschau offiziell registriert. Insgesamt gab es 108 Bände aus den Bereichen Belletristik, Natur und Geschichte. Auch zwei Theatervorführungen hatte es in den letzten Junitagen 1919 gegeben.

## Verbleib
Die Dampflokomotive PKP Tp15-13 wurde 1936 außer Dienst gestellt und vermutlich verschrottet. Die Dampflokomotive PKP Tw11-8 überstand die Kampfhandlungen während der Sowjetische Besetzung Ostpolens durch die Rote Armee und wurde unter der Narodnyi Kommisaryat Putyei Soobshcheniya (kurz: NKPS, deutsch: Volkskommissariat für Transportwesen) weiter eingesetzt. Nach dem Ende des Zweiten Weltkrieges wurde sie weiterhin in der Sowjetunion beim Ministerstvo Putyei Soobshcheniya (kurz MPS) mit der Bezeichnung MPS Tв11-8 verwendet. Diese Lokomotive war bis 1951 im Dienst und wurde im selben Jahr verschrottet.

## Gedenkplakette

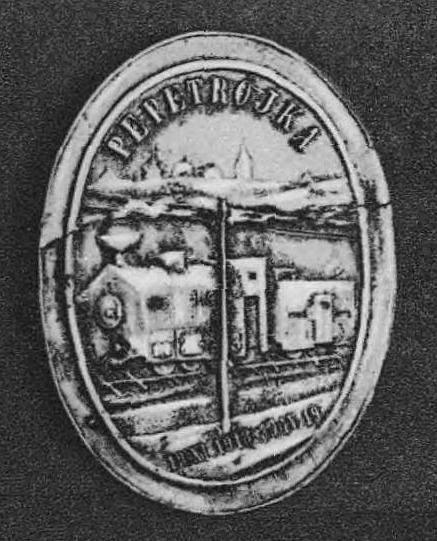
Das Abzeichen des Panzerzuges Lis-Kula.

Zum Gedenken an den Einsatz des Panzerzuges und seiner Besatzung und zum Zeichen der Zugehörigkeit wurde eine ovale, leicht konvexes Abzeichen gefertigt. Dieses war 38 mm breit und 53 mm hoch und bestand aus Kupferblech, welches beidseitig versilbert wurde. Die Plakette war 1 mm dick. Oben gab es die Runde Inschrift Pepetrójka. darunter war die Lokomotive Typ kkStB 73 mit einem Wagen abgebildet. Auf der Lokomotive konnte man die Inschriften PP 3 und Lviv erkennen. Im Hintergrund war das Panorama von Lemberg zu sehen. Unter dem Zug wurden die Daten 19. XI. 1918 – 30. IV. 1919 (19. November 1918 bis 30. April 1919) eingraviert.
Eine zweite Version des Abzeichens bestand aus versilbertem Metall und wurde leicht oxidiert. Es war 60 mm hoch und 45 mm breit. Dieses Abzeichen wurde in der Werkstatt von Unger in Lemberg hergestellt. Auch hier war ein gepanzerter Zug zu erkennen und im Hintergrund das Panorama von Lemberg. Über dem Zug stand ebenfalls Pepetrójka und auch das Datum war mit 19. XI. 1918 – 30. IV. 1919 identisch.